# Stadtwüstung Blankenrode

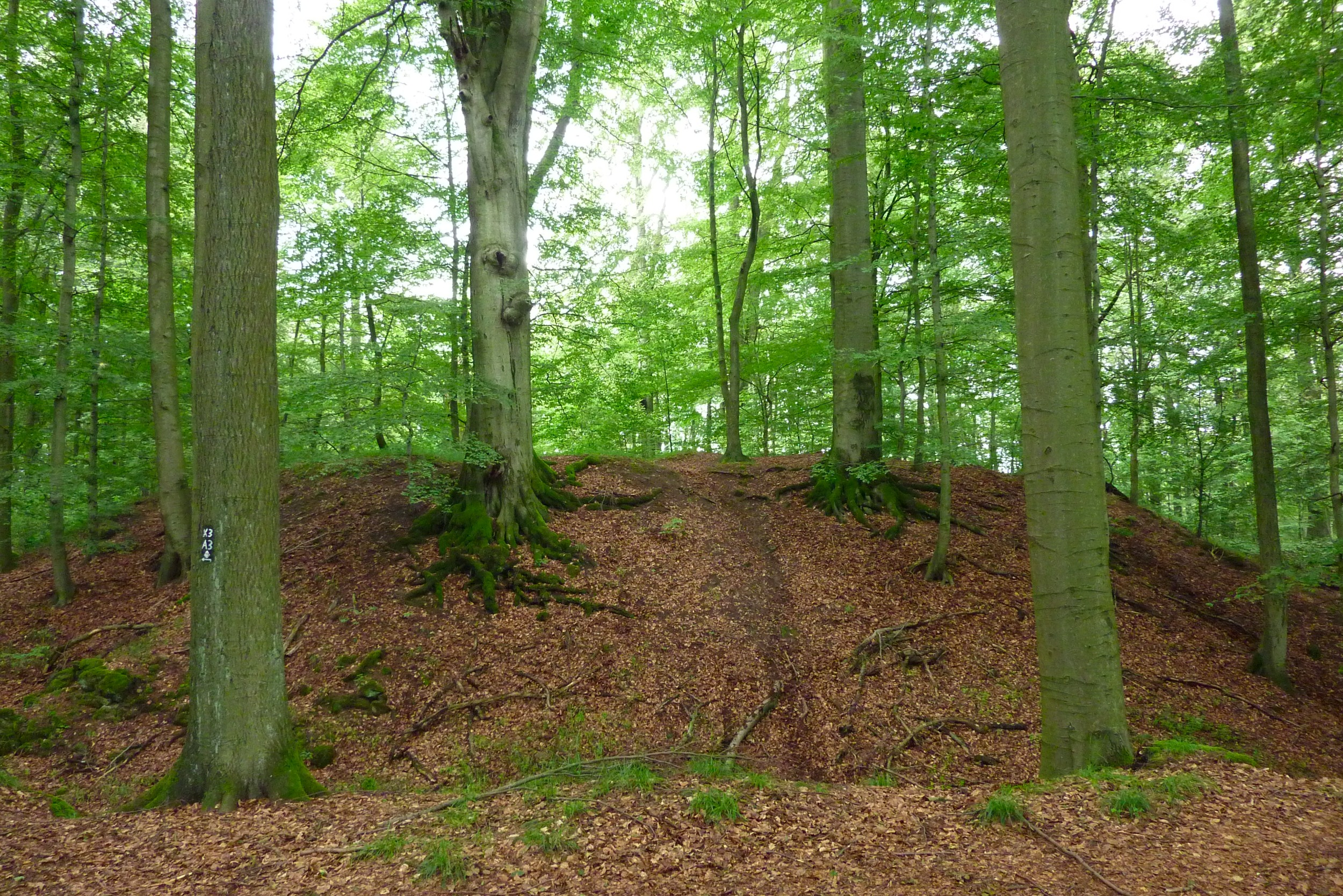
Die Rundbefestigung der Stadtwüstung

Die Stadtwüstung Blankenrode liegt östlich des heutigen Ortes Blankenrode in der Stadt Lichtenau in Nordrhein-Westfalen. Auf der heutigen Wüstung lag früher eine Stadtbefestigung, die im 14. Jahrhundert aufgegeben werden musste.

## Geschichte
Mitte des 13. Jahrhunderts beschlossen der Fürstbischof Simon I. von Paderborn (Bischof von 1247 bis 1277) und der Abt des Klosters Corvey, ihre Territorien besser vom Machtbereich der expandierenden Grafen von Waldeck zu trennen und abzusichern. Sie errichteten deshalb auf einem Sporn der südlichen Egge eine Grenzfestung. Die Festungsstadt wurde 1267 in einer Fehde zwischen Paderborn/Corvey und Waldeck/Osnabrück zum ersten Mal zerstört, wurde aber erneut aufgebaut; sicher bezeugt ist die Existenz von Burg und Stadt durch eine Urkunde von 1298. Eine Kirche ist für 1302 bezeugt.
Etwas sehr Besonderes ist, dass die Burgstadt durch einen doppelten Mittelwall, der die Stadt vom Königsweg, einer wichtigen Straßenverbindung trennte, in zwei Teile geteilt wurde. Im Ostteil der Stadt wohnten die Burgmannen und Ritter, im Westteil, der sehr wahrscheinlich erst nach 1267 hinzukam, lebten die Ackerbürger und Handwerker. Im Burgbezirk – dem castrum oder der borgh – lag auf einem Hügel die im Durchmesser 25 Meter große Rundburg, die von einem Burgvogt bewohnt wurde. Vögte waren „vor allem die von Brobeke, Rabe von Pappenheim die von Spiegel.“
Um 1307 wies der Ort nach einer Hardehauser Urkunde eine städtische Selbstverwaltung auf. Urkundlich erwähnt werden Blankenroder Stadträte, das Stadtsiegel und ein Stadtrichter erstmals im Jahr 1321. Blankenrode hatte sich zu einem blühenden Gemeinwesen entwickelt und hatte Rathaus, Richter, Bürgermeister, Kirche und auf der Ostseite einen Friedhof. Chronisten sprechen von 4 000 Einwohnern, was aber wesentlich zu hoch gegriffen sein dürfte. Nach neueren Forschungen war die bebaute Fläche aber groß genug, dass der Ort damals über 1000 Einwohner gezählt haben dürfte.
Als Grenzfestung wurde Blankenrode immer wieder heftig umkämpft, teils zerstört, aber auch wieder aufgebaut und verstärkt. Im 14. Jahrhundert verlor der Ort für den Fürstbischof in Paderborn an Interesse und wurde mehrfach verpfändet. Die Pappenheim und die Brobeke teilten sich den Pfandbesitz von Burg und Stadt.

## Untergang der Stadt
Im Jahr 1390 nutzte der Waldecker Graf Heinrich VI. die Abwesenheit der Burgbesatzung während einer Fehde zwischen dem Paderborner Bischof Ruprecht von Berg und den Bengelern, brach in die Stadt ein und zerstörte sie völlig. Danach wurde die Stadt nicht wieder aufgebaut.
Die von Brobeke verkauften ihr letztes Eigentum bei der Stadtwüstung Blankenrode 1449 an die Stadt Warburg; die Ansprüche der Rabe von Pappenheim gingen 1451 an das Kloster Hardehausen über. Die Stätte blieb allerdings leer, und heute wachsen Bäume auf dem ehemaligen Siedlungsraum.